# 2831 Stevin
2831 Stevin eller 1930 SZ är en asteroid i huvudbältet som upptäcktes den 17 september 1930 av den holländske astronomen Hendrik van Gent i Johannesburg. Den har fått sitt namn efter den flamländsk matematiker, ingenjör, uppfinnare, militär och finansman, Simon Stevin.
Asteroiden har en diameter på ungefär 5 kilometer.